# Jacques-Augustin Dieudonné

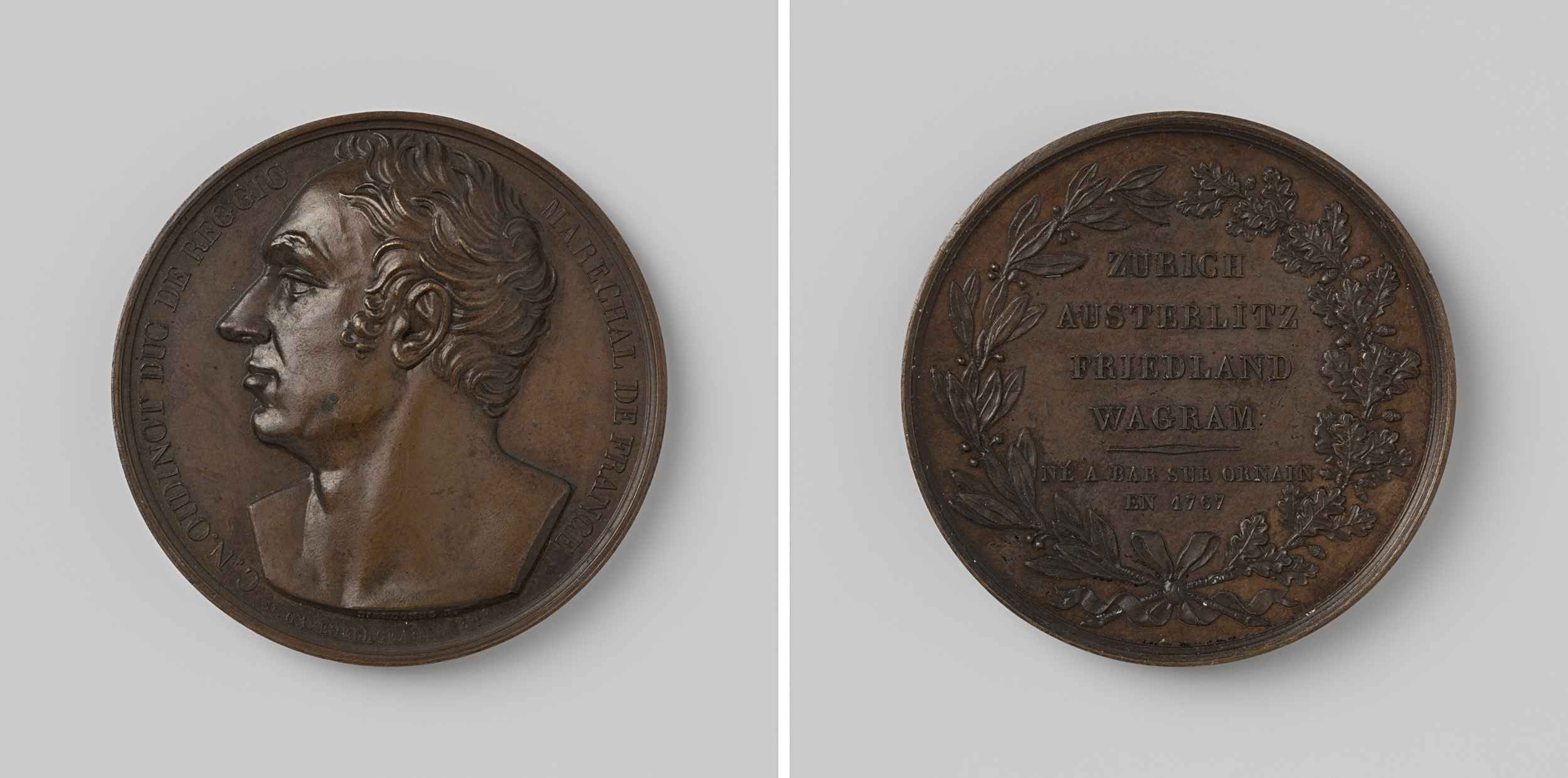
Médaille à l'effigie de Nicolas Charles Oudinot (1809)

Jacques-Augustin Dieudonné, né à Paris le 17 mai 1785 et mort le 2 mars 1873, est un sculpteur et médailleur français.

## Biographie
Jacques-Augustin Dieudonné est l'élève du sculpteur François-Joseph Bosio et du peintre Antoine-Jean Gros avant d'entrer à l'École des beaux-arts de Paris et de remporter le deuxième prix de Rome en gravure de médaille et pierre fine en 1819 avec Milon de Crotone attaqué par un lion.
Il est nommé chevalier de la Légion d'honneur en 1867.

## Collections publiques
- Chantilly, musée Condé :
  - Buste de Louis-Philippe Ier, 1829, bronze[4] ;
  - Buste de Eugénie-Adélaïde-Louise d'Orléans dite Madame Adélaïde (1777-1847), sœur du Roi Louis-Philippe, vers 1829, marbre[5] ;
- Nantes, musée d'Arts : Le Christ au jardin des Oliviers, 1855, marbre ;
- Paris, cimetière du Père-Lachaise : sépulture de Claude Le Roux ;
- Paris, jardin des Tuileries : Alexandre le Grand, vainqueur du lion de Bazaria, présenté lors de l'Exposition universelle de 1867[6] ;
- Versailles, musée de l'Histoire de France : Antoine Arnauld, théologien, 1868[7].